# Gaston Juchet
Gaston Juchet (1er septembre 1930-12 novembre 2007) est un designer industriel, spécialisé dans l'automobile.

## Biographie
Un destin à la tête du Style de la Régie Renault, une grande passion pour l’Art et le Design, une importante contribution au paysage automobile français des années 1960 aux années 1990.
- Pensionnaire du lycée Louis-le-Grand Paris.
- Diplômé de l'École centrale Paris, promotion 1955
- Service militaire Officier de l’armée de l’air
- Chef du Service Style Automobile Renault 1965-1975
- Chevalier des Arts et des Lettres en 1984
- Directeur du Style Renault 1984-1987

Après avoir fait appel au célèbre styliste indépendant Philippe Charbonneaux, Pierre Dreyfus confie la responsabilité du centre de style encore naissant à Gaston JUCHET, ingénieur-aérodynamicien entré chez Renault depuis 1958, qui va d’emblée marquer son temps en créant la révolutionnaire Renault 16, ayant permis à la Régie Renault de s’établir durablement dans l’univers des berlines haut de gamme.
Sous sa responsabilité directe et indirecte suivront les nombreuses et très populaires Renault jusqu’aux chiffres 30, l’Alpine A310, Fuego et jusqu'aux prémisses de la Twingo. Notamment les Renault 14, Renault 15, Renault 17, Renault 18, Renault 20, Renault 30 seront dues au crayon de Gaston JUCHET qui contribua à l’introduction d’innovations majeures, entre autres la carrosserie 2 corps, voire 2 ½ corps et la modularité intérieure (Renault 16), les boucliers plastiques (R15, 17 et R5), une aérodynamique poussée (R25 avec un coefficient de traînée Cx de 0,27) ou les études particulièrement  prémonitoires : Eve +, Vesta et Renault VESTA 2 qui avec son coefficient de traînée Cx record de 0,186 atteignit la consommation de 1,9 l. au 100 km sur un trajet autoroutier en 1987.
Outre des automobiles au design marquant et au succès commercial avéré, Gaston Juchet introduisit les méthodes modernes de maquettage Unisurf et la Conception assistée par ordinateur CAO, attira des talents éclectiques et cosmopolites au sein de l’équipe du Style. Il contribua à l’essor du Design industriel à l’époque où le Groupe Renault concevait tracteurs, camions, tondeuses, cycles, etc. (Grand Prix de l’Esthétique Industrielle en 1976), entretient des collaborations et synergies avec les grands studios de Design italiens (Marcello Gandini, Giorgetto Giugiaro, Sergio Coggiola (en)…) et le style de American Motors (Richard Teague).
Il fut en même temps et avant tout un artiste passionné et éclectique (Art, photo, design et architecture…) se consacrant au dessin, à la peinture, à la photographie. Attiré depuis toujours par le monde de l'aviation et de l'automobile, montrant des dispositions précoces pour les arts graphiques, il s'essaya très jeune avec succès à la peinture à la gouache figurative sur paysages et aéronautique. Laissant ensuite libre cours à son imagination, il développa son propre vocabulaire artistique : abolissant les conventionnels cadres établis, il synthétisa dans une dynamique picturale très personnelle, un langage essentiellement abstrait fusionnant au besoin des expressions figuratives, au moyen de techniques diverses, crayon, huile, acrylique, aquarelle, gouache, qu'il maîtrisait parfaitement et dont il usait indifféremment suivant ses inspirations. Il laisse une œuvre colossale qu'il est possible de découvrir sur le site officiel qui lui est consacré (lien ci-après).
Membre de plusieurs associations artistiques (association des peintres de l’aéronautique et de l’espace, association ARTIST'AUTO…) il participa à de nombreuses expositions d’arts.
Il contribua également à de nombreux ouvrages traitant de l’automobile et du design, à l’encyclopédie des métiers de l’automobile et se consacra aux travaux de documentation du Département Histoire et Collection.

## Décorations
- Chevalier de l'ordre des Arts et des Lettres (1984).